# Xavier Mathieu
Ne pas confondre avec le scénariste Xavier Matthieu.
Pour les articles homonymes, voir Mathieu.
Xavier Mathieu est syndicaliste et acteur français, né le 15 mai 1965 dans le 14e arrondissement de Paris. Délégué syndical de la CGT de l'usine Continental AG de Clairoix, est il ensuite devenu comédien.

## Biographie

### Parcours ouvrier et syndical
En compagnie de nombreux collègues de travail, il refuse la fermeture de l'usine Continental de Clairoix annoncée le 11 mars 2009 dans le cadre d'une délocalisation, et engage une lutte radicale au cours de laquelle il est poursuivi pour faits de dégradation dans la sous-préfecture de Compiègne.
Le 7 février 2010, Xavier Mathieu est condamné à 4 000 euros d'amende pour ces faits qu'il ne reconnait pas. Il est jugé une seconde fois le 3 juin 2010 au tribunal de Compiègne pour avoir refusé le prélèvement de ses empreintes génétiques. Il est relaxé dans un premier temps car le tribunal juge la prise d'ADN disproportionnée pour une affaire de dégradation, mais le parquet fait appel ; la cour d'appel d'Amiens le condamne à 1 200 euros d'amende supplémentaires le 3 février 2012.

### Parcours cinématographique
Le réalisateur Cédric Klapisch le repère dans un débat de l'émission de télévision Mots croisés et le fait tourner en 2010, dans un rôle de syndicaliste, dans son film Ma part du gâteau, qui sort en 2011. La même année, il fait ses débuts au théâtre avec la Compagnie Jolie Môme et joue dans Inflammable, une pièce de Thierry Gatinet, au théâtre de La Belle Étoile à Saint-Denis. Il entame alors sa reconversion en tant que comédien.
En 2012, il joue aux côtés de Zazie dans le court métrage Avec mon p'tit bouquet de Stéphane Mercurio, dans le cadre de La collection donne de la voi(e)x sur Canal+. La même année, il tourne aux côtés de Jacques Gamblin, Alexandra Lamy et Fabien Hérault dans De toutes nos forces (initialement intitulé L'Épreuve d'une vie), film de Nils Tavernier qui sort en 2014.
En 2015, il incarne à nouveau un délégué syndical, aux côtés de Vincent Lindon, dans La Loi du marché, film de Stéphane Brizé sélectionné au Festival de Cannes. La même année, il est filmé par Gérard Courant pour sa série cinématographique Cinématon (numéro 2906 de cette anthologie).

## Prises de positions politiques

### Union populaire
En décembre 2021, il rejoint le Parlement de l'Union populaire, organe lié à La France insoumise qui soutient la candidature de Jean-Luc Mélenchon en vue de l'élection présidentielle française de 2022. Il le quitte en mai 2022, déçu par la création de la NUPES avec le Parti socialiste plutôt qu’avec le Nouveau Parti anticapitaliste pour les élections législatives françaises de 2022.

### Mouvement social de 2023
Lors du mouvement social contre la réforme des retraites en France de 2023, il proteste contre les mises en garde à vue arbitraires dont il a lui-même été victime à deux reprises, le 11 mars puis le 1er mai. Durant sa seconde garde à vue, au commissariat de police de Gagny, il est accusé de « violences volontaires avec arme sur personne dépositaire de l’autorité publique, rébellion et dissimulation du visage » par les policiers. Ces allégations sont fermement démenties par son avocat, Arié Alimi, et il est finalement libéré une fois de plus sans poursuites,.

## Filmographie
Sauf indication contraire, les informations mentionnées dans cette section peuvent être confirmées par les bases de données cinématographiques IMDb et Allociné,  présentes dans la section « Liens externes ».

### Acteur

#### Cinéma

##### Longs métrages
- 2011 : Ma part du gâteau de Cédric Klapisch : André, ouvrier
- 2013 : De toutes nos forces de Nils Tavernier : Sergio
- 2015 : Une famille à louer de Jean-Pierre Améris : Fabian
- 2015 : La Loi du marché de Stéphane Brizé : le collègue syndicaliste
- 2016 : Saint Amour de Benoît Delépine et Gustave Kervern : Didier le cousin paysan
- 2016 : Fleur de tonnerre de Stéphanie Pillonca-Kervern : le père de Fleur de tonnerre
- 2017 : Patients de Mehdi Idir et Grand Corps Malade : le père de Ben
- 2018 : I Feel Good de Benoît Delépine et Gustave Kervern : Poutrain
- 2021 : L'Horizon d'Émilie Carpentier : Guillaume
- 2021 : En même temps de Benoît Delépine et Gustave Kervern : l'agent de sécurité
- 2023 : L'Abbé Pierre : Une vie de combats de Frédéric Tellier : Paul de Normandie
- 2023 : Et la fête continue ! de Robert Guédiguian : Père de Rosa
- 2025 : La Vie devant moi de Nils Tavernier : médecin débarras

##### Courts métrages
- 2012 : Avec mon p'tit bouquet de Stéphane Mercurio
- 2012 : L'avenir c'est aujourd'hui d'Anne Zinn-Justin : Maurice
- 2014 : Journée d'appel (court-métrage) de Basile Doganis : Sergent Delmare
- 2014 : Quinze kilomètres trois de Stéphane Mercurio : L'oncle
- 2015 : Pas de cadeau de Marie Vernalde

#### Télévision

##### Séries télévisées
- 2013 : Profilage : Commandant Kavinsky (saison 4 épisode 12)
- 2013-2017 : Lanester : Père Lanester
- 2015 : Candice Renoir : Alain Flament (saison 3 épisode 5)
- 2015 : Paris : Bernard
- 2016 : Baron noir : Gilles Dumont
- 2016 : Les Beaux Malaises d' Éric Lavaine : Chistophe
- 2017 : Manon 20 ans : Roland Vidal (saison 1 épisode 3)
- 2017 : Nina : Abel (saison 1 épisode 3)
- 2018 : Guyane : Chems
- 2018 - 2021 : Léo Matteï, Brigade des mineurs : commissaire Alain Cabelle (saison 5 à 8)
- 2020 : Peur sur le lac : Xavier Borde
- 2020 : Cheyenne et Lola : Clotaire
- 2021 : Astrid et Raphaëlle : Antoine Burand
- 2022 : Le Voyageur de Marjolaine Delecluse : Marc Roussel
- 2022 : Capitaine Marleau de Josée Dayan : Gilles Favre
- 2023 : Les Invisibles de Chris Briant, Chloé Micout : Luis

##### Téléfilms
- 2014 : Ligne de mire de Nicolas Herdt : Philippe Lormet
- 2015 : Le Vagabond de la baie de Somme de Claude-Michel Rome : Valadier
- 2016 : Rappelle-toi de Xavier Durringer : inspecteur Danis
- 2017 : Le Secret de l'abbaye d'Alfred Lot : Descotes
- 2017 : La Consolation de Magaly Richard-Serrano : Pierrot
- 2018 : Illettré de Jean-Pierre Améris : le chef d'atelier
- 2018 : Souviens-toi de nous de Lorenzo Gabriele : Serge
- 2019 : Meurtres à Belle-Île de Marwen Abdallah : Franck

### Autres
- 2018 : En guerre de Stéphane Brizé - collaboration à l'écriture et consultant technique

### Documentaires
Xavier Mathieu apparaît dans plusieurs documentaires :
- 2010 : La Saga des Conti de Jérome Palteau
- 2017 : Satire dans la campagne de Marc Large et Maxime Carsel
- 2015 : Cinématon #2906 de Gérard Courant

## Distinction
- Festival du film de Sarlat 2016 : prix d'interprétation masculine pour Patients (prix collectif pour l'ensemble des acteurs du film)